# Social- og sundhedshjælper
En social- og sundhedshjælper (også kaldet SOSU-hjælper) arbejder på plejehjem, i hjemmeplejen, på dag- og ældrecentre, i private hjem og i beskyttede boliger. Enkelte steder har man også ansat SOSU-hjælpere på sygehuse.
SOSU-hjælpere arbejder med omsorgsopgaver som f.eks. sengeredning, personlig pleje og hygiejne, rengøring, indkøb og lignende.
Social- og sundhedshjælpere arbejder ofte under ledelse af en social- og sundhedsassistent eller en sygeplejerske.
Uddannelsen til social- og sundhedshjælper er en erhvervsrettet social- og sundhedsuddannelse (SOSU-uddannelse), der varer 1 år og 2 måneder, hvoraf skoleundervisningen udgør 6 måneder og praktikforløbet 8 måneder.
SOSU-hjælperuddannelsen foregår på social-, sundheds- og sygeplejeskoler rundt omkring i hele landet.
For at blive optaget på social- og sundhedshjælperuddannelsen kræves enten et gennemført grundforløb til SOSU-uddannelserne (20-40 uger) eller mindst 1 års uddannelse eller erhvervserfaring efter folkeskolens 9. klasse. Kommunen finder en elevplads til dig hvis du bliver optaget på skolen.
Hvis du på grundforløbet allerede er ansat i en kommune, vil du modtage elevløn. Hvis ikke du er ansat i en kommune, har du mulighed for at få SU, hvis du er 18 eller derover. Når grundforløbet er slut og du skal videre på hovedforløbet,  vil du få elevløn. 
En udlært SOSU-hjælper har mulighed for at videreuddanne sig til social- og sundhedsassistent.
Social- og sundhedshjælpere er samlet i Social- og Sundhedsafdelingen i fagforeningen FOA - Fag og Arbejde, som er medlem af LO.
SOSU-hjælpere er endvidere underlagt Sundhedsvæsenets Patientklagenævn.